# Kirche von Lye

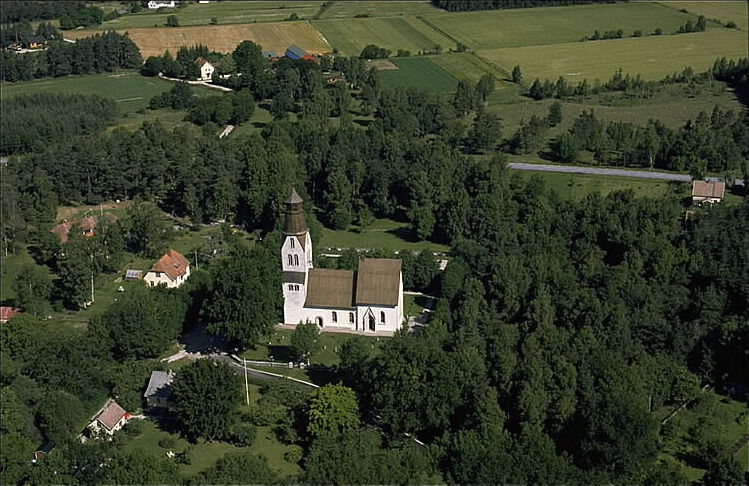
Kirche von Lye, 1996

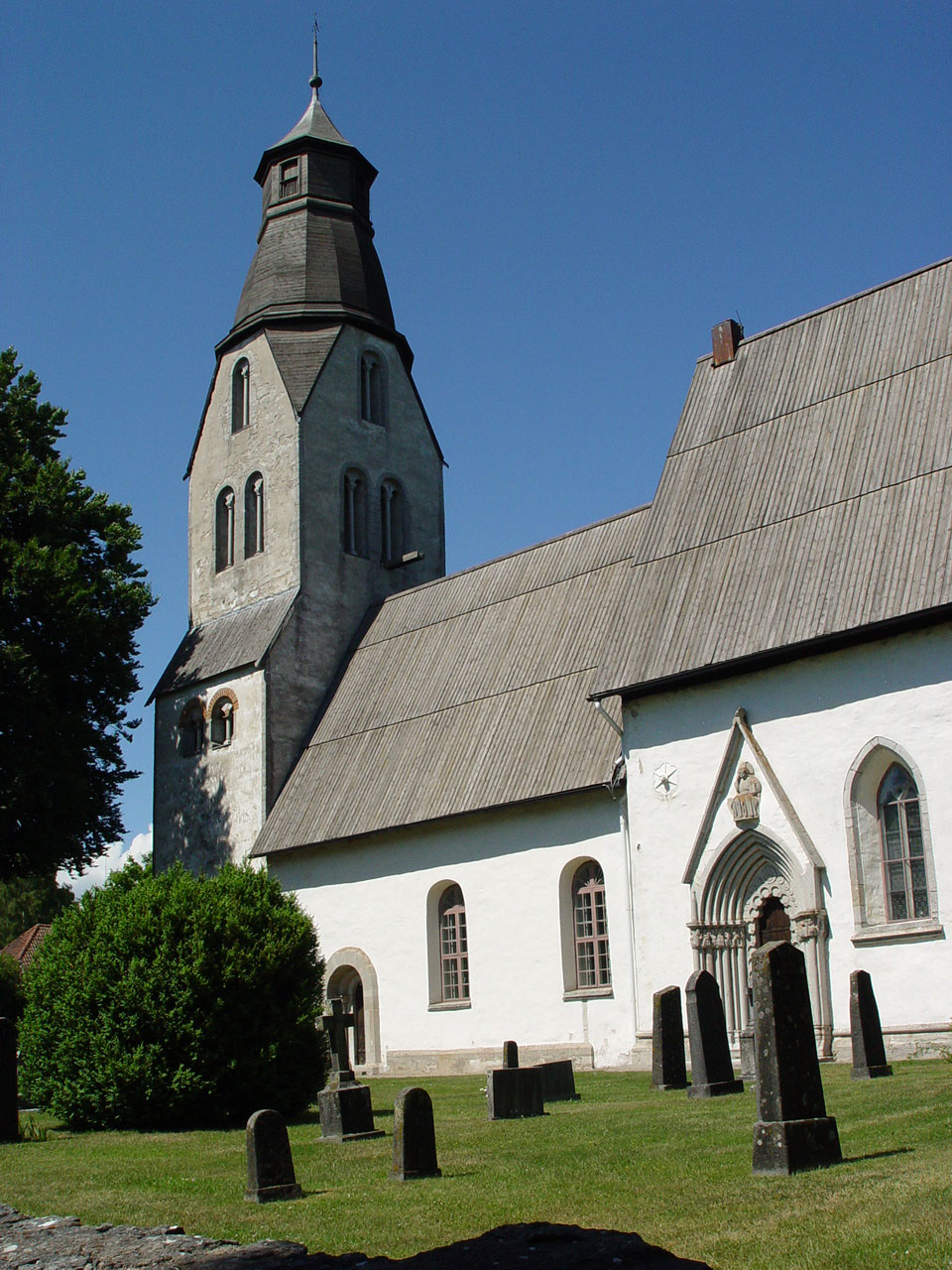
Kirche von Lye

Die Kirche von Lye ist eine im 12. Jahrhundert eingeweihte Landkirche, die zur Kirchengemeinde (schwed. församling) Garde im Bistum Visby gehört. Sie liegt nahe der Straße 144 von Hemse nach Ljugarn, 40 km südöstlich von Visby, 12 km nordöstlich von Hemse auf der schwedischen Insel Gotland. Die Kirche beherbergt die Grabplatte (schwedisch gravhäll) G 99 und den Grabstein G 100 mit Runeninschriften.

## Kirchengebäude
Die Kirche besteht aus einem großen, gerade abschließenden Chor, einem etwas niedrigeren Langhaus und einem Westturm mit Seitengalerien. Das Langhaus ist der älteste Teil und wurde gegen Ende des 12. Jahrhunderts errichtet. Der Turm wird auf 1240 und der Chor auf 1325 datiert. Der heutige Chor ersetzte einen älteren Chor, dessen Aussehen und Grundriss jedoch unbekannt sind. Zeitgleich mit dem neuen Chor wurde auch die Sakristei mit Kreuzgewölbe errichtet und der Turm erhöht. Da der Chor höher als das Langhaus ist, nennt man diese Form der Silhouette Sattelkirche.
Im Westportal des Turms findet man eine Reliquienkiste mit Reliefs des Meisters Sighraf aus dem 12. Jahrhundert. Sie zeigt auf der sichtbaren Giebelseite eine thronende Madonna sowie auf der sichtbaren Längsseite auf vier Feldern: zwei kämpfende Fabelwesen, zwei kämpfende Drachen, einen Krieger und ein Pferd ohne Reiter. Die Felder 2 bis 4 stellen wahrscheinlich den Kampf zwischen Siegfried der Drachentöter und dem Drachen Fafnir dar.
Der Taufstein aus grauem Kalkstein stammt aus der Mitte des 13. Jahrhunderts. Der Altar wird auf 1496 datiert und es gibt ein Triumphkreuz aus dem 15. Jahrhundert. Die Kanzel wurde 1705 angefertigt.

## Glas- und Wandmalereien
Die Kirche besitzt zahlreiche Kalkmalereien aus dem 14., 15. und 16. Jahrhundert. Darunter befindet sich auch Malereien aus dem 15. Jahrhundert, die dem so genannten Passionsmeister zugeschrieben werden. Im Chor befindet sich eine der größten erhaltene mittelalterliche Sequenz von Glasmalereien in Nordeuropa. Bilder und Fenster sind ein Beispiel der zahlreichen mittelalterlichen Glas- und Wandmalereien auf Gotland.

## Bilder

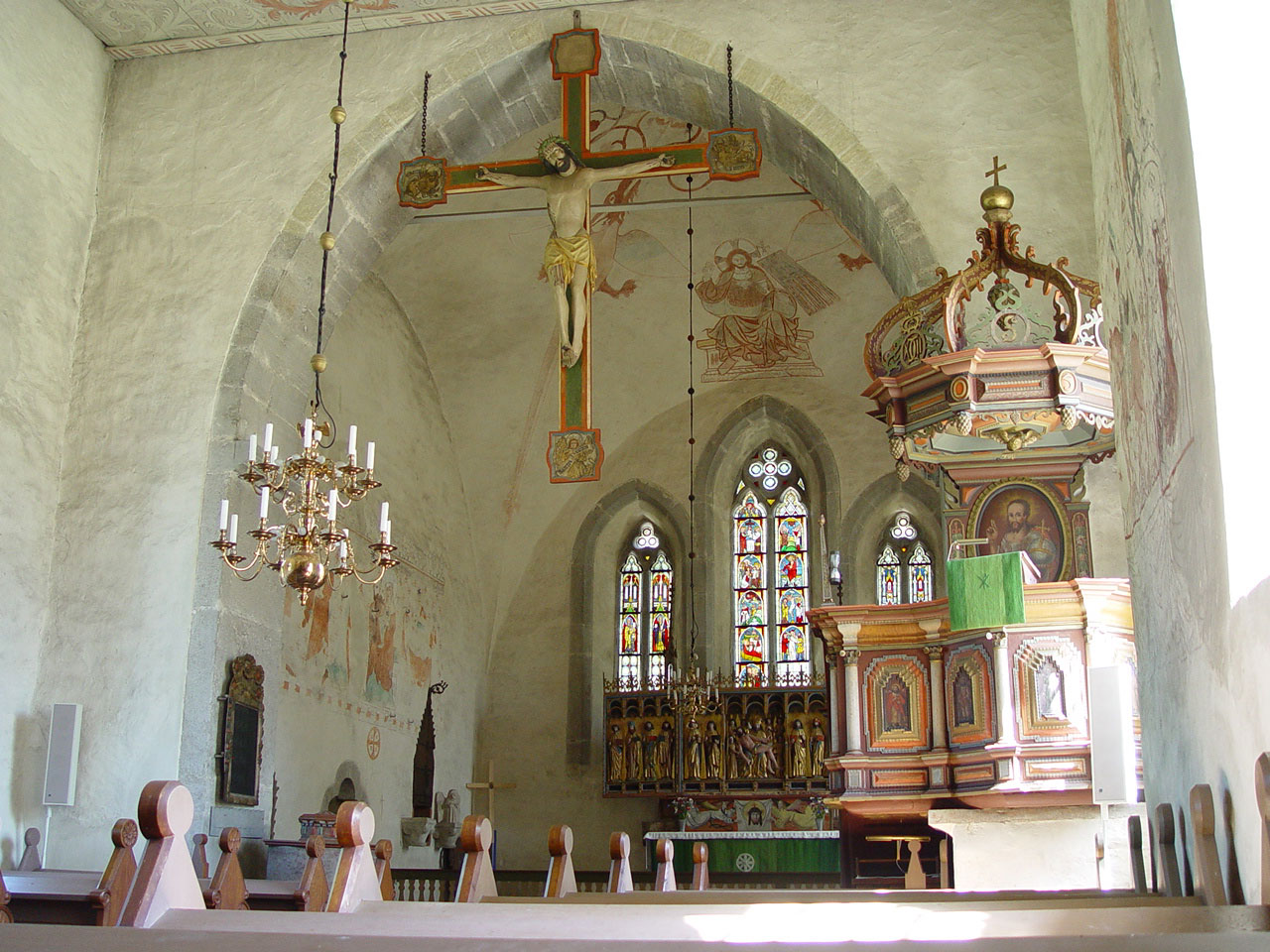
Triumphkreuz aus dem 15. Jahrhundert
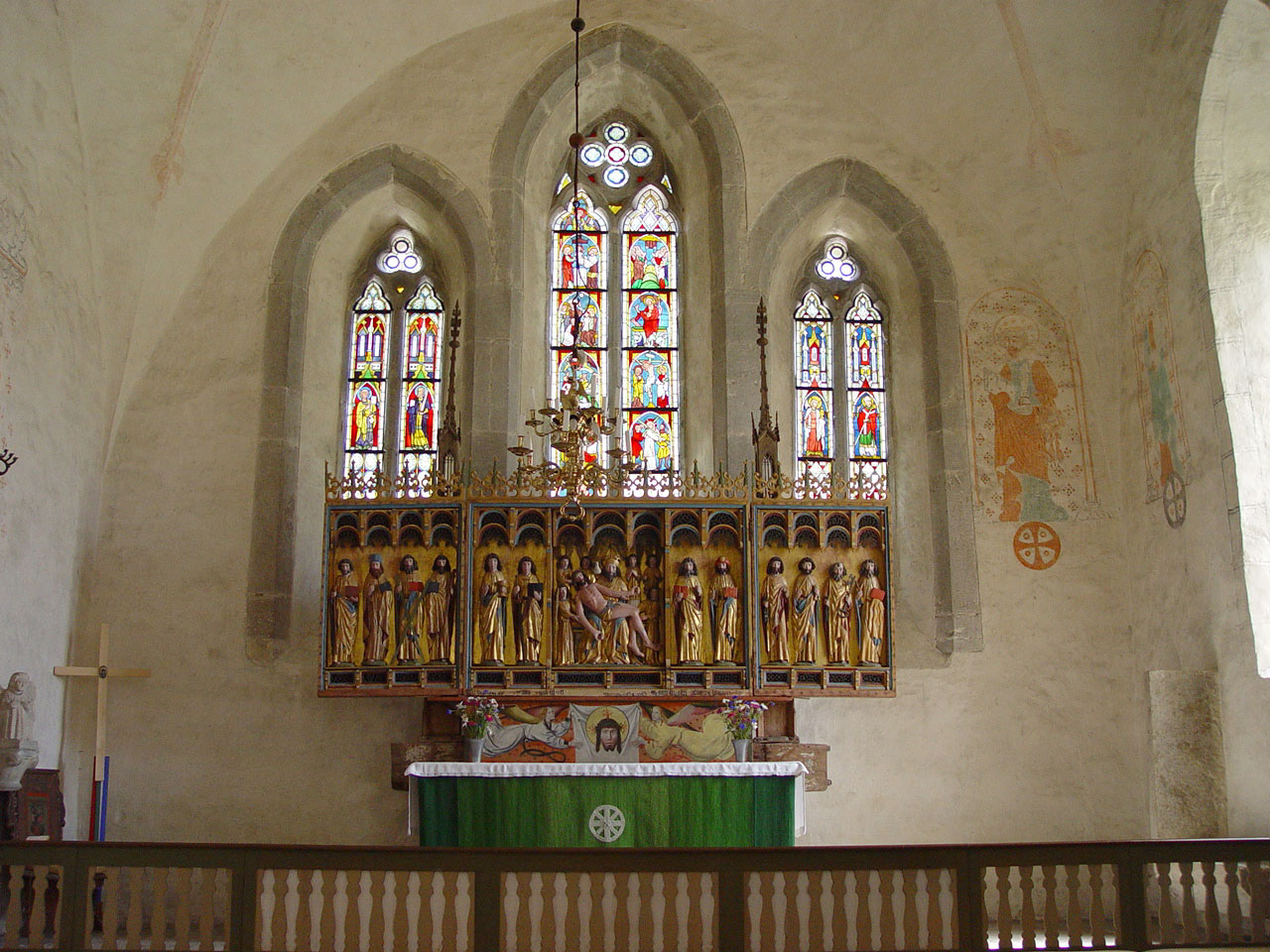
Altar von 1496
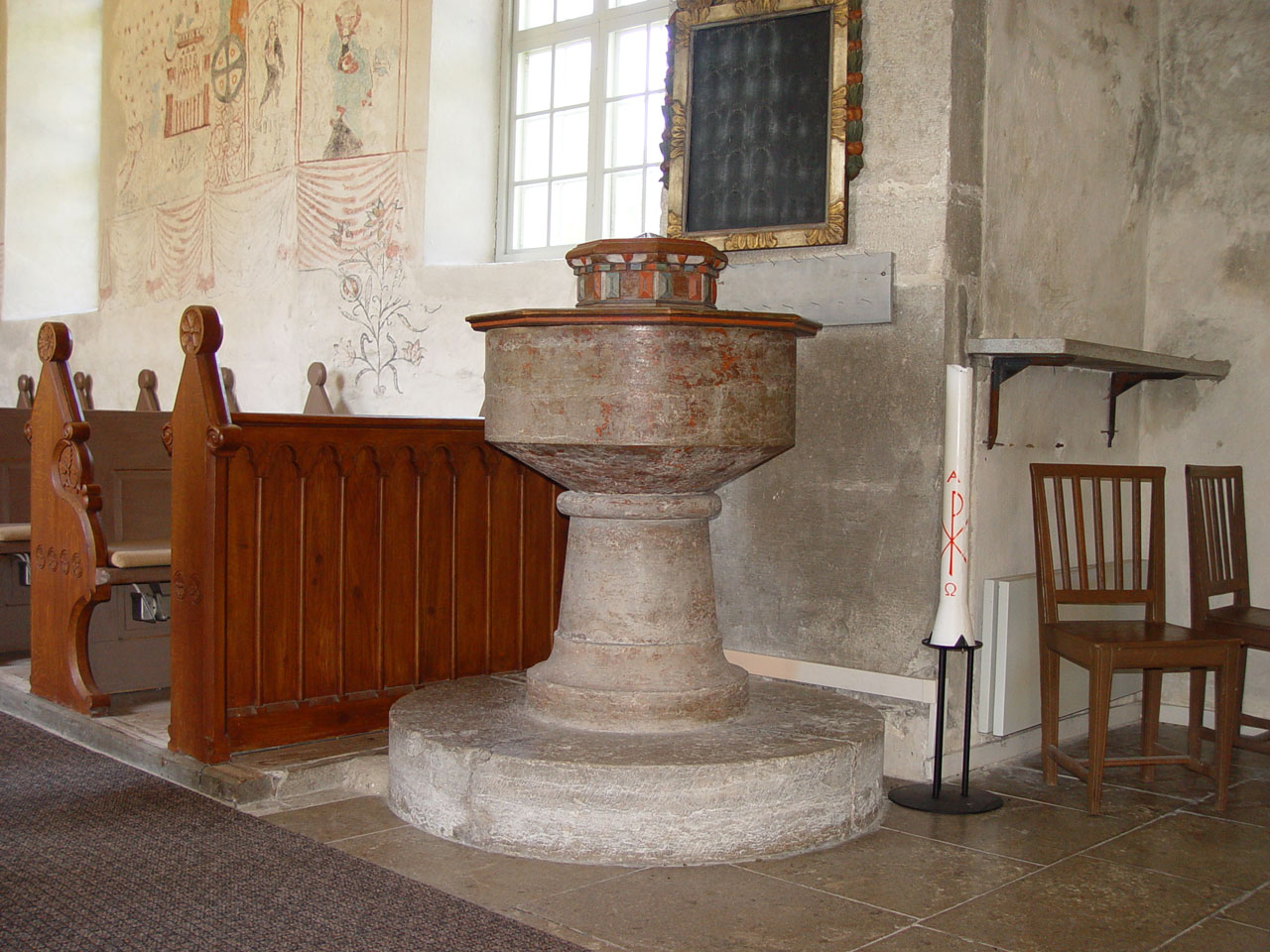
Taufstein von aus dem 12. Jahrhundert
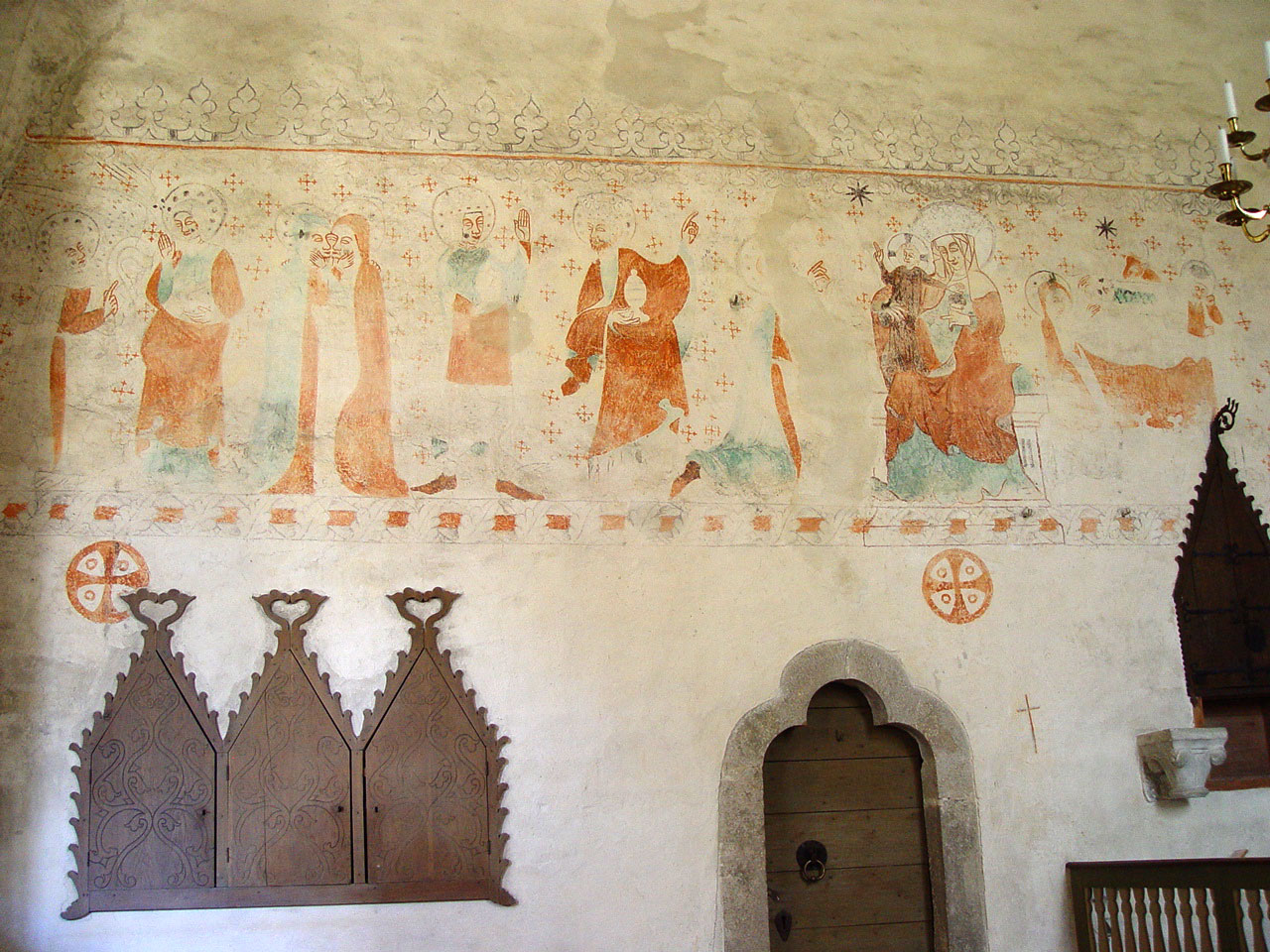
Passionsfries von 1350
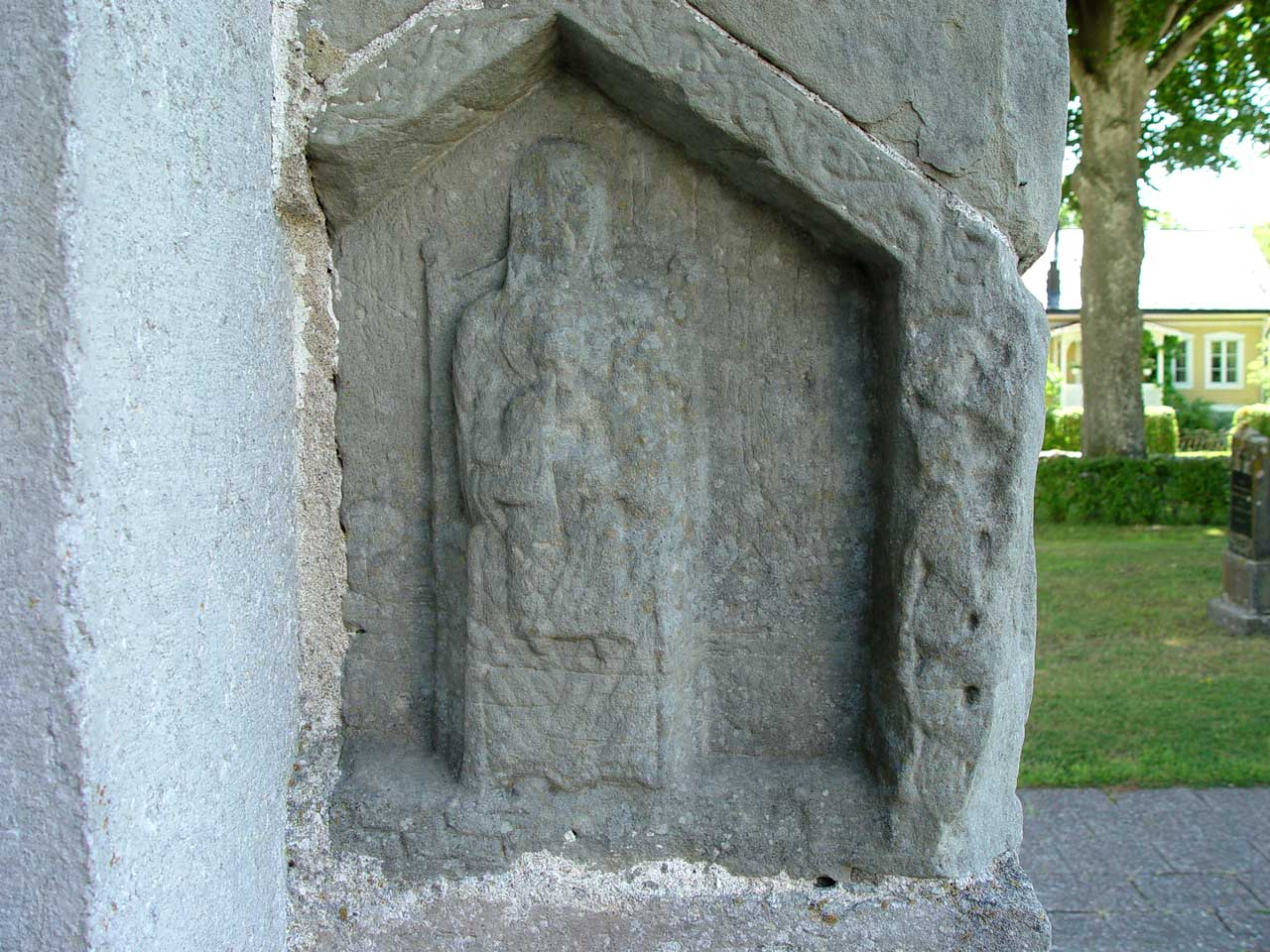
Steinerne Reliquienkiste aus der Werkstatt Sighraf
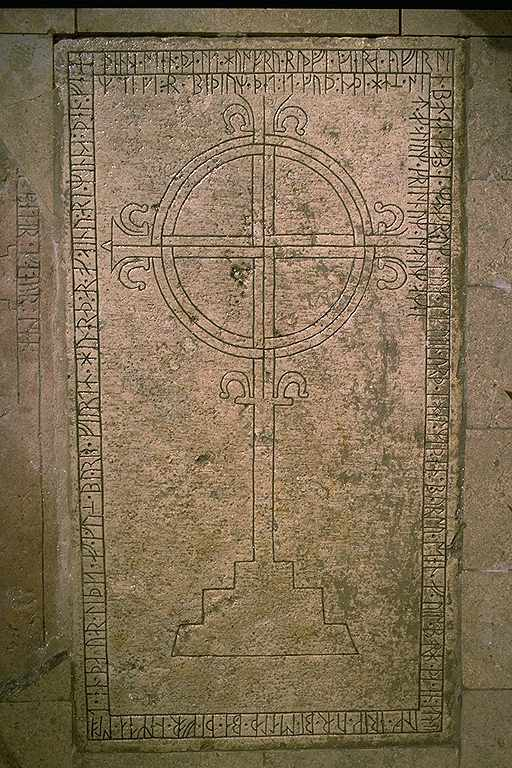
Grabplatte G 100 im Chor mit Runeninschrift
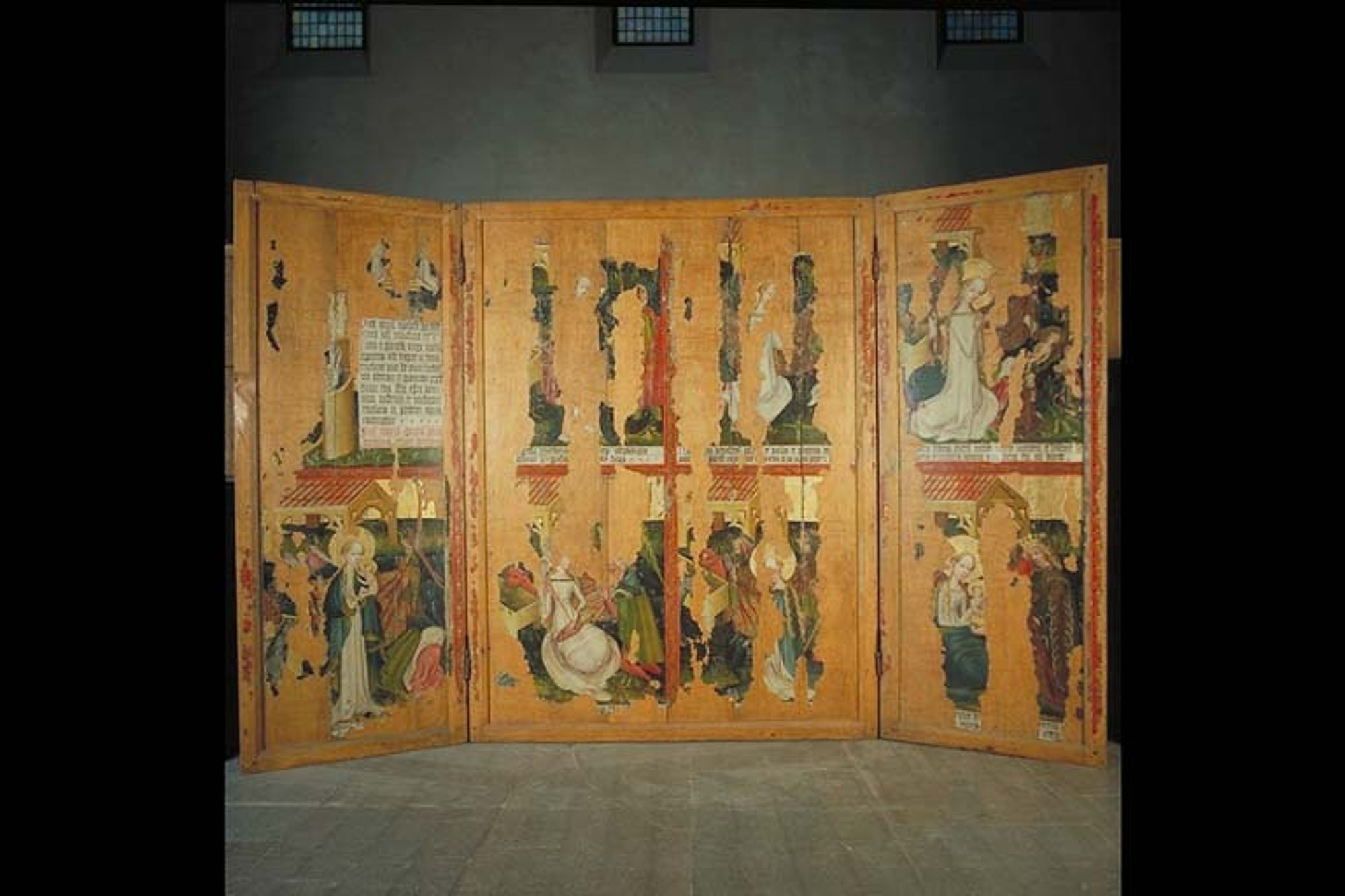
Altarbild – jetzt in Stockholm